# Leyangan (Ungaran Timur)
Leyangan is een bestuurslaag in het regentschap Semarang van de provincie Midden-Java, Indonesië. Leyangan telt 7057 inwoners (volkstelling 2010).